# Hôtel d'Andlau (Strasbourg)
Pour les articles homonymes, voir Hôtel d'Andlau.
L'hôtel d'Andlau est un monument historique situé à Strasbourg, dans le département français du Bas-Rhin.

## Localisation
Ce bâtiment est situé au 8, rue des Écrivains à Strasbourg.

## Historique
L'édifice fait l'objet d'une inscription au titre des monuments historiques depuis 1929.